# 索莫夫海

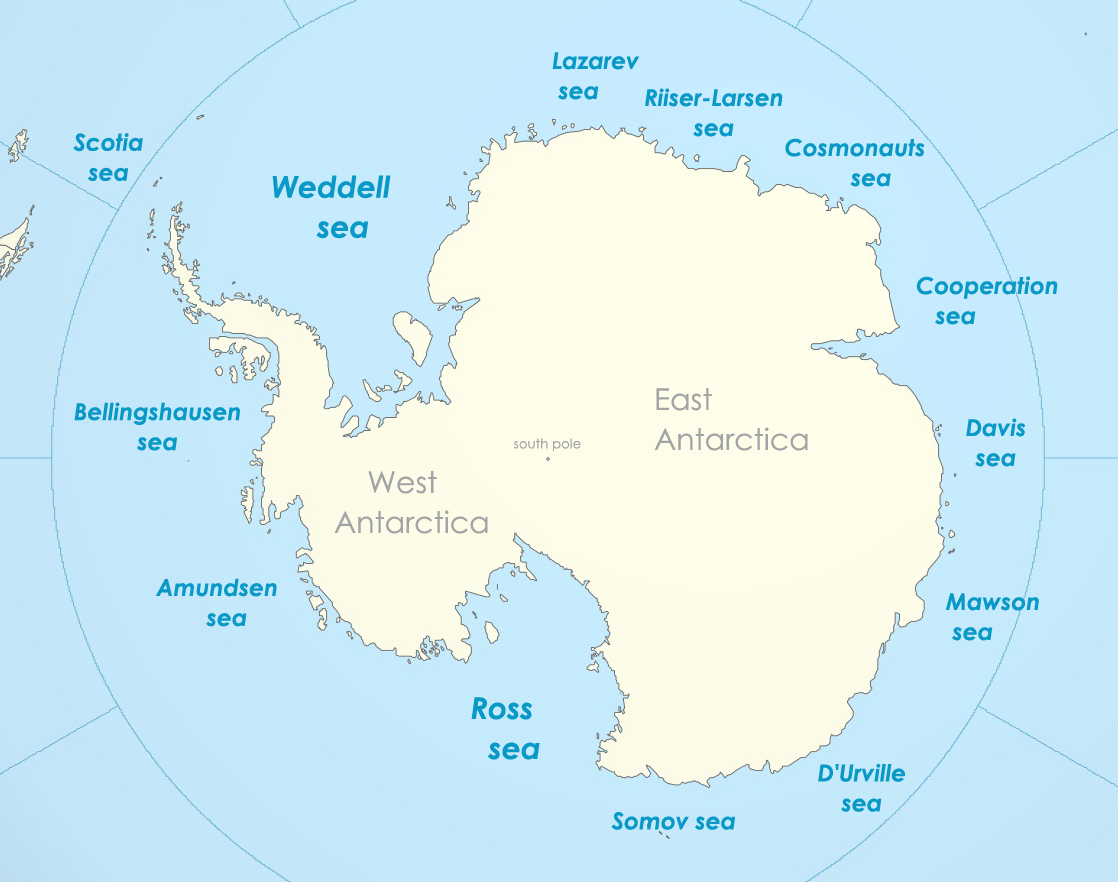
南冰洋各海域提议名称示意

索莫夫海（英語：Somov Sea）是南冰洋部分海域的提议名称。该名称用以代指南极洲大陆东部最东端的北侧，也即是奥茨海岸、维多利亚地以及乔治五世海岸的北侧，经度位置处于东经150°到170°之间。索莫夫海西侧有迪尔维尔海；阿代爾角以东（即东经170°14'以东）则是罗斯海。
这一名称最早由俄罗斯在2002年國際海道測量組織（IHO）草案中所提议。这一草案并未被國際海道測量組織亦或是其它组织所通过。國際海道測量組織在1953年的文件（至今仍有效）中并没有包含此名称。西方世界主流的地理机构以及地图集并不使用这一名称，例如：英国《泰晤士世界地图集》2014年第12版、美国國家地理學會发行的《世界地图集》2014年第10版均不含此名称。但是苏联以至后来的俄罗斯所发行的地图中会包含此名称。
索莫夫海面积达1,150,000平方公里，最深达3000米。
这片海域中有巴雷尼群島，该群岛位于大陆海岸线以北240公里。
索莫夫海这一命名是用以纪念俄罗斯海洋学家和极地探险家米哈伊爾·米哈伊洛維奇·索莫夫(1908-1973)。索莫夫在1955年至1957年期间是第一次蘇聯南極遠征的指挥官。